# HTC Vive

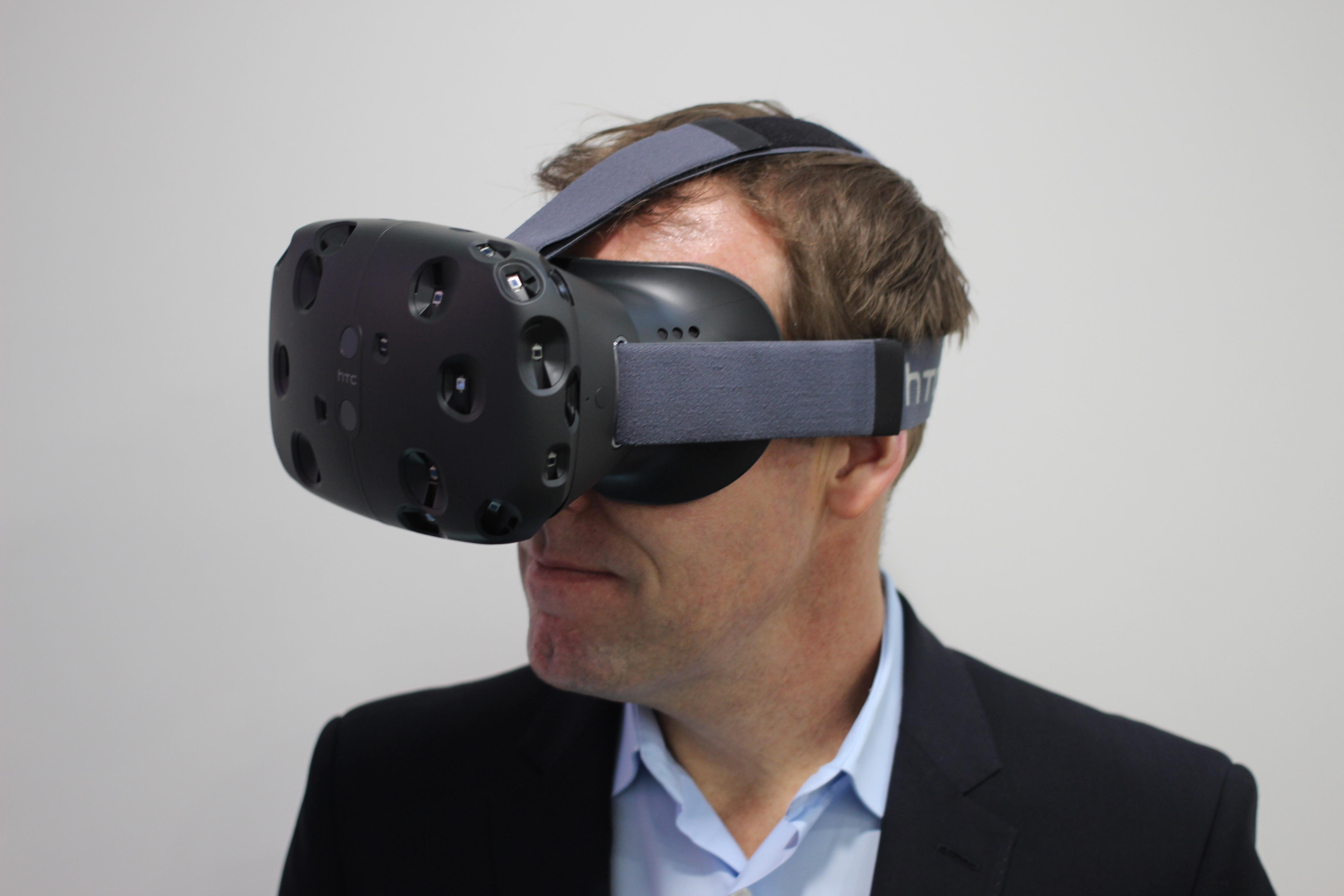
Diretor Executivo de Marketing da HTC Jeff Gattis usando um Vive headset.

HTC Vive é um dispositivo independente com uma plataforma de realidade virtual (tudo-em-um) no formato de um óculos tecnológico de cabeça para jogos eletrônicos (dispositivo tecnológico de imersão em ambiente virtual 3D e em 360°) desenvolvida pela HTC e Valve, para uso com um computador. anunciado no evento "Mobile World Congress" de 2015 (MWC) em Barcelona.  

## Aparelho
O HTC Vive cria uma ilusão sensorial com telas de 1080x1200, uma para cada olho, com taxa de atualização de 90 hz, posicionadas próximas aos olhos, diminuindo ou retirando o efeito "tela mosquiteiro" (screen door effect), onde é possível perceber espaços entre os pixels, evitando os desconfortos comuns ao uso destes tipos de óculos. Ele possui uma entrada de áudio de 3,5 mm para fones de ouvido e um microfone embutido e também uma câmera frontal para misturar elementos do mundo real no mundo virtual. 
É um aparelho de imersão RV que oferece uma experiência imersiva sem necessitar de outros acessórios, que devem ser adquiridos separadamente. No mercado foram lançados jogos disponíveis no SteamVR.
O HTC Vive ganhou uma versão melhorada com uma resolução maior, peso menor e tecnologia sem fio que é o HTC Vive Pro. Ele tem resolução total de 2880x1600 pixels, 78% a mais do que o Vive original. A almofada para rosto e o apoio para o nariz foram projetados, deixando entrar menos luz. Além disso, o headset ganhou uma nova versão em 05 de abril de 2018, o HTC Vive Pro que inclui fones de ouvido embutidos que podem ser removidos, caso você queira usar outro.
O HTC Vive possui a maior escala de sala de qualquer um dos outros sistemas atuais. Existem alguns jogos que tiram proveito disso e realmente contribuem para a imersão. O Vive também é o mais fácil de configurar e derrubar em praticamente qualquer local em comparação com os outros sistemas conectados. Você só precisa de energia para as mesas de luz e a caixa de conexão tem uma fonte de alimentação separada com HDMI e um USB necessário do PC. O cabo também é comprido o suficiente para permitir uma grande movimentação.

### Especificações
- Processador: Intel® Core™ i5-4590 ou AMD FX ™ 8350, equivalente ou melhor;
- Memória: 4 GB de RAM ou mais;
- Saída de vídeo: HDMI 1.4, DisplayPort 1.2 ou mais recente;
- Portas USB: 1x porta USB 2.0 ou melhor;
- Sistema operacional: Windows® versão 7 SP1 e posterior;
- Tela: Dupla AMOLED 3,6" diagonal;
- Resolução: 1080 x 1200 pixels para cada lente;
- Taxa de atualização: 90 Hz;
- Campo de visão: 110°;[6]

### Vantagens
- Captação fluída de movimentos;
- Controles de fácil manuseio;
- Possibilita grande número de interações entre usuário e ambiente virtual;
- É possível utilizar óculos de grau caso a armação caiba dentro dos óculos de Realidade Virtual;
- O equipamento possui grande capacidade imersiva e tem uma fácil instalação.

### Desvantagens
- Preço elevado;
- Computador com especificações de sistemas altas;
- Grande área requisitada para seu uso;
- Caso haja troca de usuários, pode ser necessária nova calibragem do equipamento;
- A instalação o hardware pode ser considerada demorada caso o usuário não esteja acostumado a fazê-la;
- Ainda existem poucas aplicações para o mesmo, se comparadas quantidade de aplicações para outros equipamentos em Realidade Virtual.[7]

## Acessórios
Hardware: Responsável pela qualidade do produto,fazendo com que o HTC Vive tenha um diferencial. Nele possui dois sensores em uma área delimitada, com o objetivo de captar movimentos pelo usuário utilizando os óculos e seus acessórios, sendo assim os movimentos são transmitidos ao ambiente virtual com melhor precisão.  
O HTC Vive é composto no total de 70 sensores, localizados nos controles e nos óculos, possibilitando o usuário realizar movimentos fluidos e de alta definição.

## Controle de câmeras
Outra grande preocupação de desenvolvedores quanto as aplicações em RV é com o uso de câmeras dentro do ambiente. Uma das grandes causas de náuseas quanto às aplicações do gênero se dá pela troca repentina de câmeras em meio a experiência. 
Isso ocorre porque o cérebro interpreta os estímulos de maneira ordenada e com certo tempo de adaptação, fazendo com que qualquer movimento rápido e sem preparo cause grande desconforto. Para evitá-lo deve-se preparar o usuário para troca de câmeras utilizando, por muitas vezes, transições fade in e fade out, para que haja adaptação do cérebro com ambiente virtual. Entretanto, deve-se evitar ao máximo a troca de câmeras, para que o usuário se adapte aos sentidos.

## Aplicação

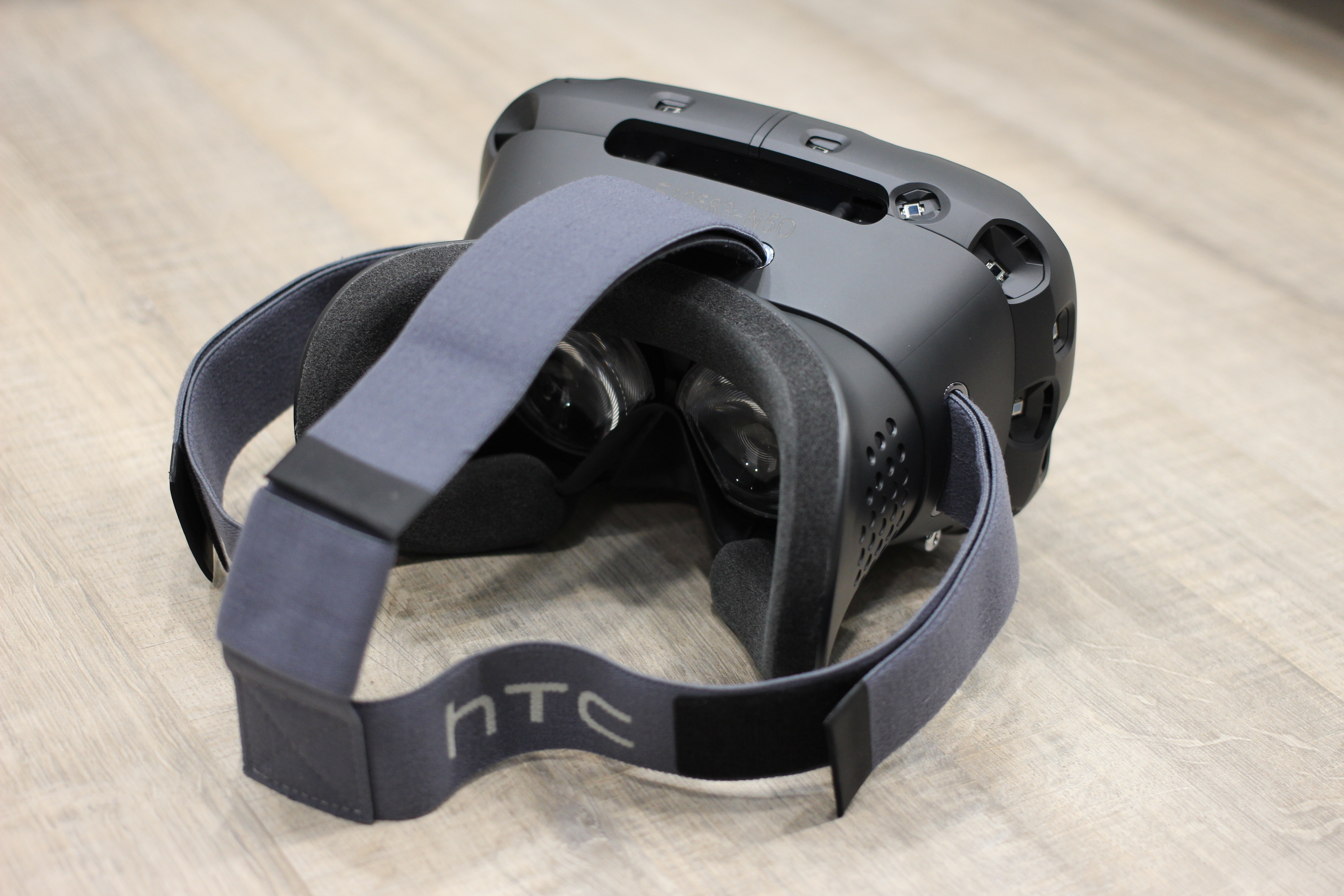
HTC Vive

A Valve lançou o SDK OpenVR, uma versão atualizada da API Steamworks VR com documentação e exemplos de como desenvolver software para o SteamVR. Ela fornece suporte para o HTC Vive, incluindo o controlador SteamVR.
O OpenVR (Kit de desenvolvimento de software) que fornece suporte para o HTC Vive Developer Edition junto com o controlador SteamVR e o Lighthouse, o sistema de rastreamento baseado em laser que permite aos usuários mover-se em uma área de até 15 pés por 15 pés e ter esses movimentos replicados em uma experiência. [4] O rastreamento em escala de sala oferecido pelo HTC Vive permite andar em torno de objetos virtuais e inspeção mais avançadas.
Em 30 de Abril de 2015 a Epic Games anunciou suporte para o HTC Vive, permitindo que desenvolvedores pudessem criar projetos com a Unreal Engine 4 para a tecnologia SteamVr da Valve.

## Pontos negativos
Como todo produto, o HTC Vive possui pontos negativos, apontam os usuários que já experimentaram. São eles: O aparelho necessita de uma sala grande para instalação de seus sistemas de detecção e para a movimentação do usuário; Também possui um fio comprido, que pode atrapalhar na experiência, uma vez que ele pode ficar no caminho enquanto o usuário está utilizando, e fazer com que ele ocorra algum acidente e ele não possui fones de ouvido embutidos, sendo necessária a compra separadamente (Na versão Pro, lançada posteriormente, foram incluídos fones de ouvido). 

## HTC Vive vs Oculus Rift
Eles seguem por caminhos diferentes, enquanto o primeiro permite disponibilidade física, no segundo, o usuário permanece sentado durante a experiência.
Principais diferenças:
Configuração: em 10 minutos o Oculus Rift está pronto, já o HTC Vive, a instalação é mais complexa, por haver muitos cabos. Precisa da ligação dos sensores que vêm com o headset, que devem ser fixados em cantos opostos do mesmo local, por isso, a empresa indica um espaço de 2×1,5 metros para uso do óculos. As experiências com o HTC são, claramente, menos convencionais do que com o Oculus Rift, mas sua instalação é mais demorada.
Design: o Oculus Rift é mais elegante e mais leve. Já o HTC tem lentes espessas, câmera frontal, botão e permite o reajuste das lentes. Em questão de conforto, é difícil competir com o Oculus Rift.
Catálogo de jogos: o do HTC Vive causa uma primeira impressão capaz de entusiasmar os usuários, mas podem acabar se enjoando muito fácil. No Rift, os jogos e experiências são mais convencionais, mas também são envolventes.

## Crítica
Os equipamentos e sensores que envolvem o HTC Vive, permitem desenvolvimento de aplicações e experiências de usuário fluida e agradável. Infelizmente ainda é um equipamento exclusivo para poucos desenvolvedores, devido o seu elevado custo, bem como o custo de um computador capaz de atender todos os requisitos mínimos para utilizar o mesmo.